# Merck KGaA

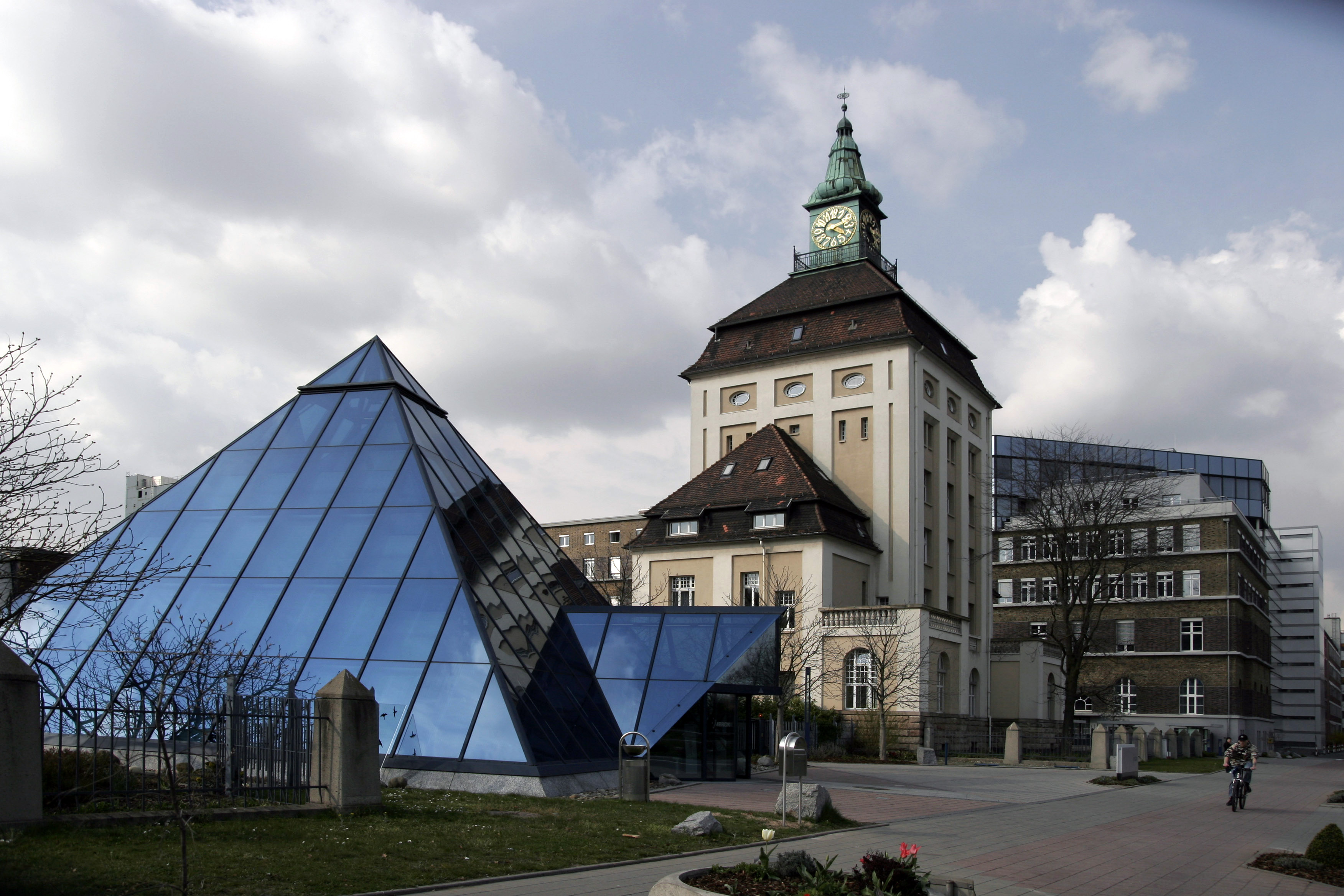
La sede a Darmstadt

La Merck KGaA è un'azienda chimica e farmaceutica con sede legale a Darmstadt, in Germania. Negli Stati Uniti d'America è commercializzata come EMD ovvero l'acronimo di Emanuel Merck, Darmstadt. Fondata nell'anno 1668, è la più antica casa farmaceutica del mondo.

## Storia

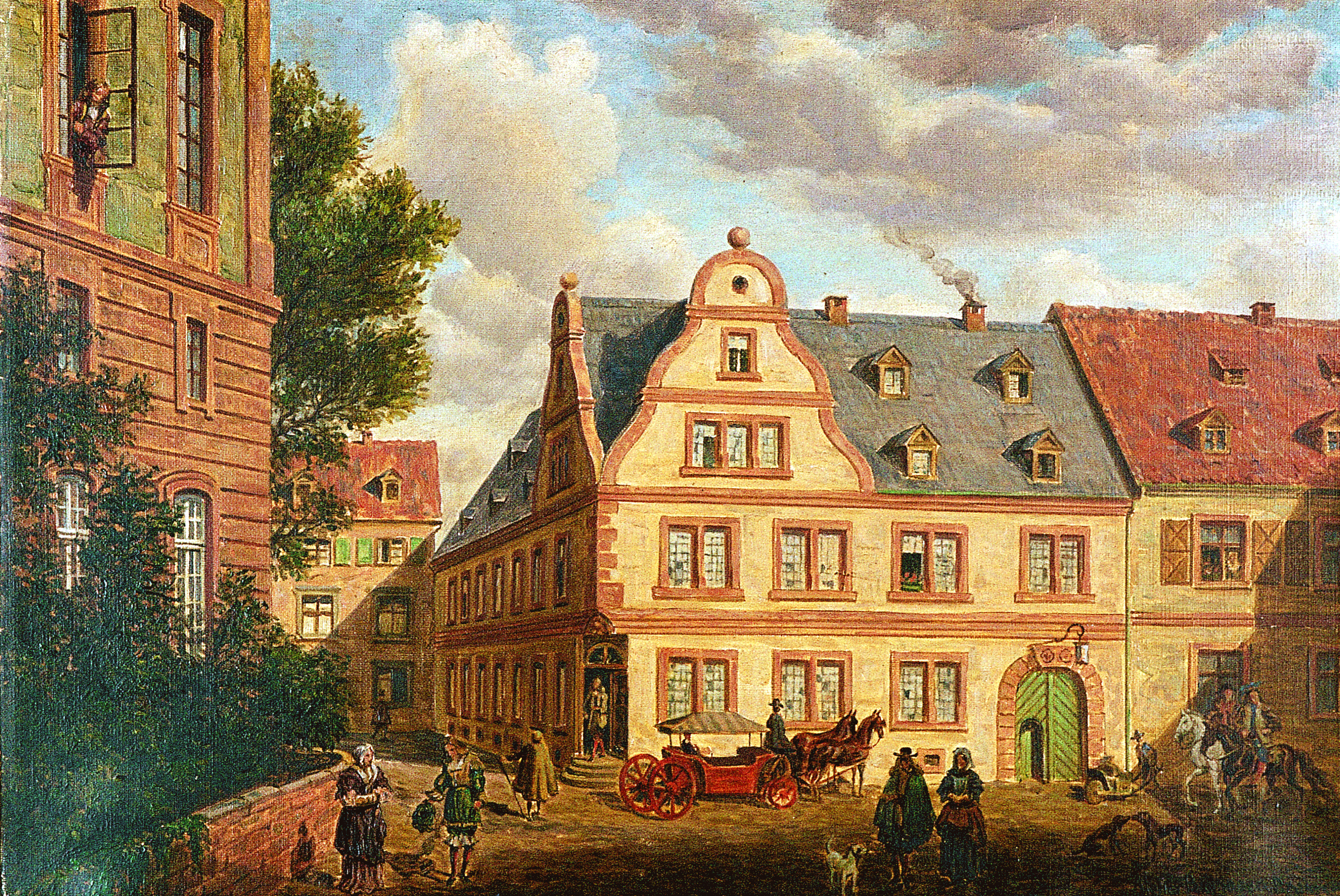
La Mercksche Engelapotheke a Darmstadt nel XVIII secolo

Fondata il 26 agosto 1668 a Darmstadt, è una delle più antiche aziende chimico-farmaceutiche tuttora operanti. Privata fino al 1995, è oggi un'azienda pubblica, sebbene la famiglia Merck controlli ancora una buona parte delle azioni della società.
In seguito alla prima guerra mondiale, la Merck perse tutti i beni localizzati in stati esteri, compresa la controllata Merck & Co. sul territorio statunitense. La Merck & Co., chiamata Merck Sharp and Dohme (o MSD) fuori dagli Stati Uniti e dal Canada, è oggi una compagnia indipendente.
La Merck KGaA opera principalmente in Europa. Dal momento che è la Merck & Co. ad avere i diritti all'utilizzo del nome Merck nel Nord America, in questa regione la Merck KGaA opera sotto il nome di Emanuel Merck.
Merck KGaA ha acquisito nel 2007 l'azienda farmaceutica ginevrina Serono S.A., nata a Roma nel 1906 come Istituto Farmacologico Serono (IFS), dando così vita a Merck Serono S.p.A. In Italia Merck KGaA opera anche tramite la sua sussidiaria milanese Sigma-Aldrich srl.

## Il museo
Dal 2004 esiste il museo storico della società a Darmstadt. Di circa 400 m² rappresenta 350 anni di storia della chimica farmaceutica.